# Dimorphotheca fruticosa
 Dimorphotheca fruticosa  (L.) DC., 1838 è una specie di pianta angiosperma dicotiledone della famiglia delle Asteraceae (sottofamiglia Asteroideae).

## Etimologia
Il nome generico ( Dimorphotheca) deriva da due parole greche: "dimorph" (= due forme), e "theke" (= custodia o contenitore), e fa riferimento alle due forme degli acheni all'interno di ciascun capolino. L'epiteto specifico (fruticosa) deriva dal latino "frutex" (= arbusto, arbustivo, cespuglioso) e fa riferimento al portamento di questa specie.
Il nome scientifico della specie è stato definito dai botanici Carl Linnaeus (1707-1778) e Augustin Pyramus de Candolle (1778-1841) nella pubblicazione " Prodromus Systematis Naturalis Regni Vegetabilis ... (DC.)" (Prodr. [A. P. de Candolle] 6: 71) del 1838.

## Descrizione

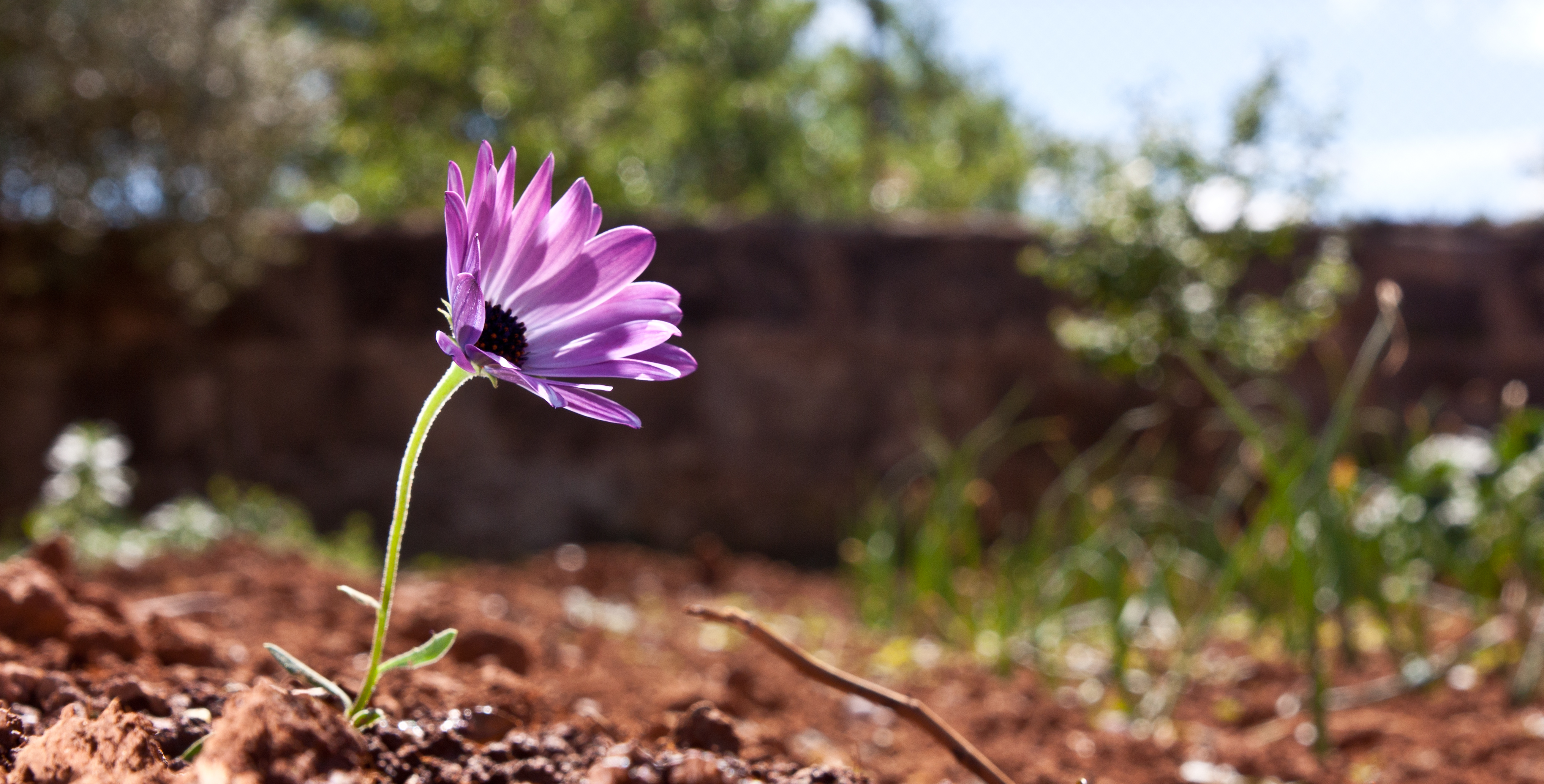
Il portamento

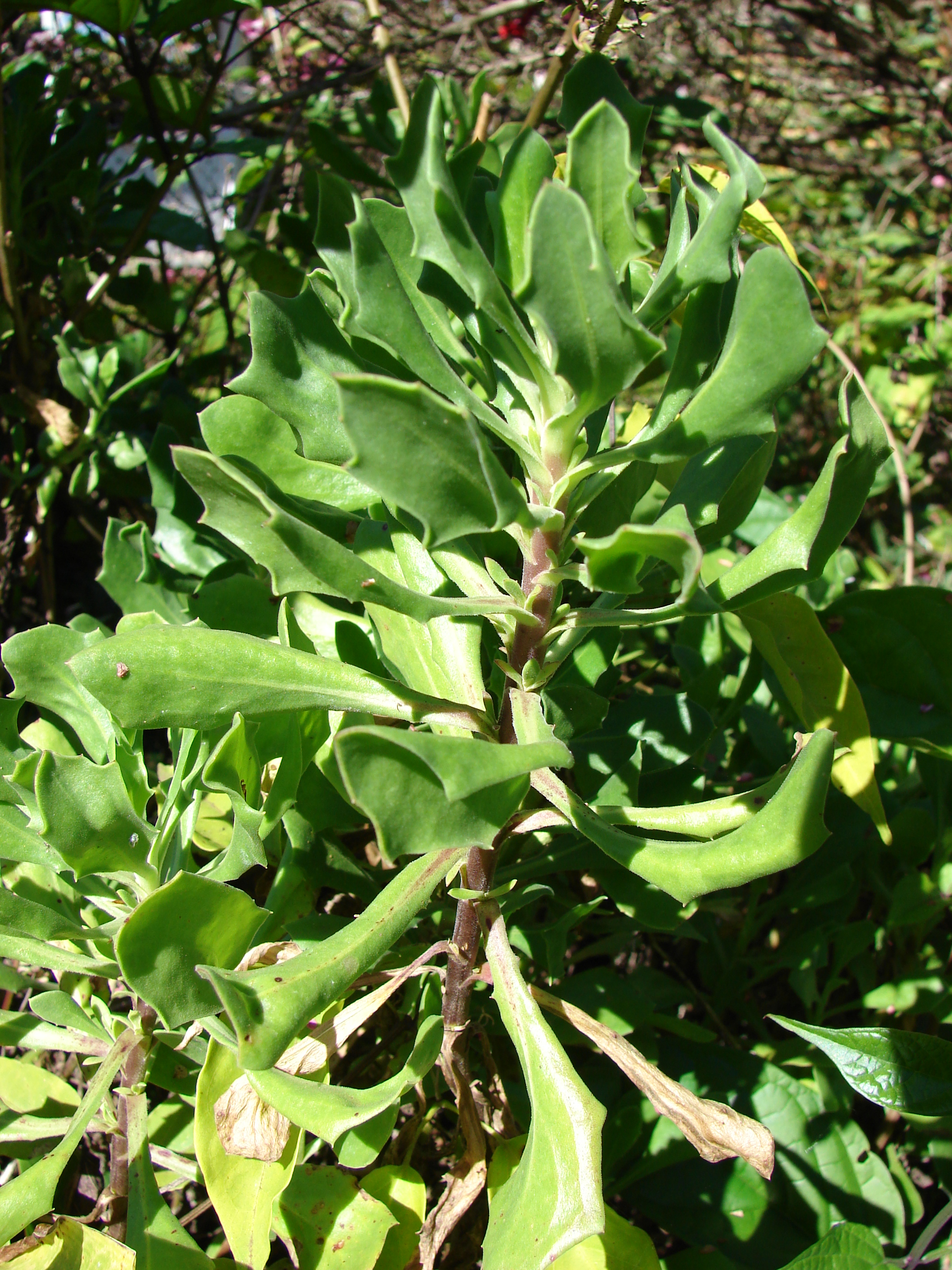
Le foglie

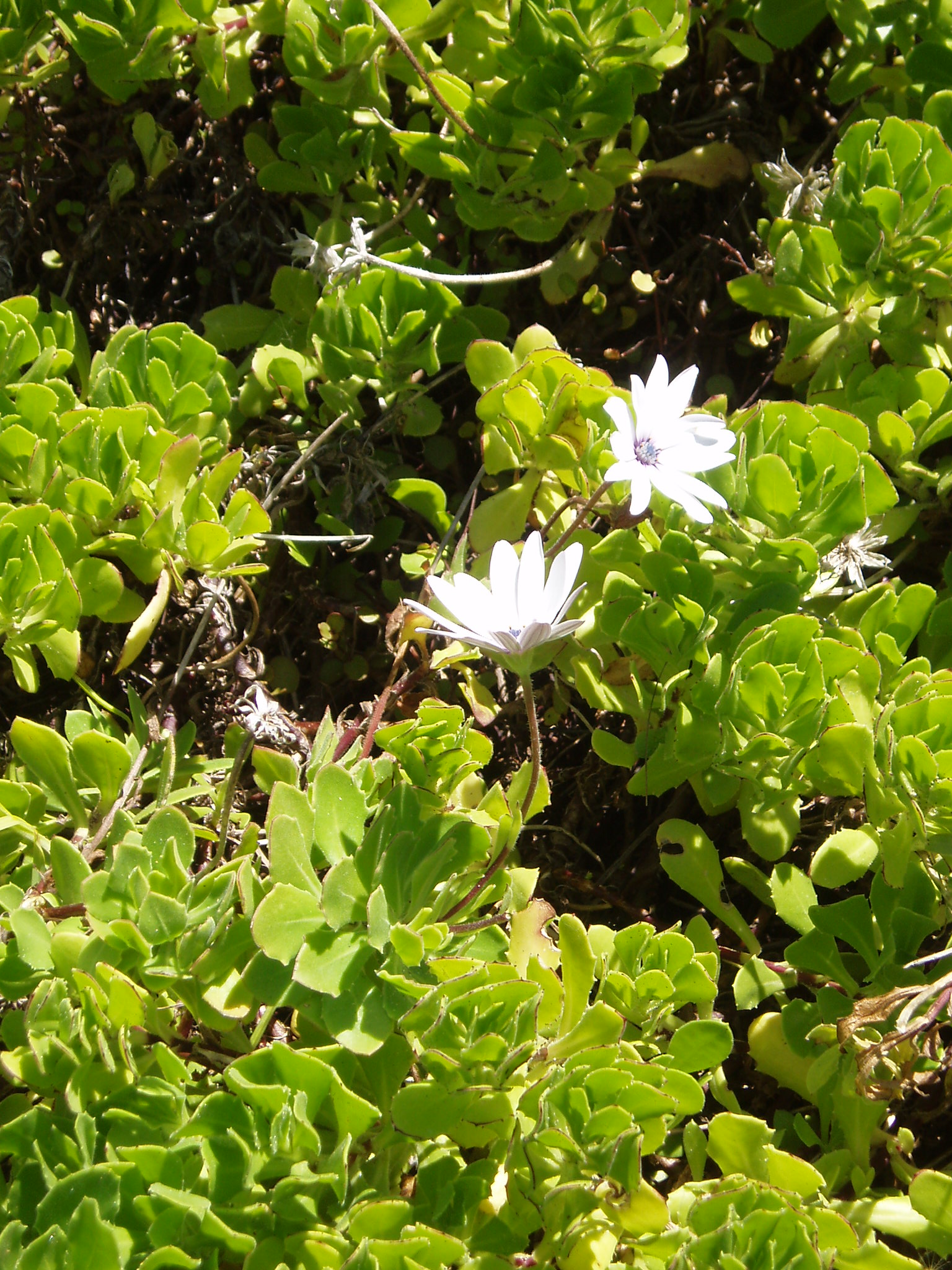
Infiorescenza

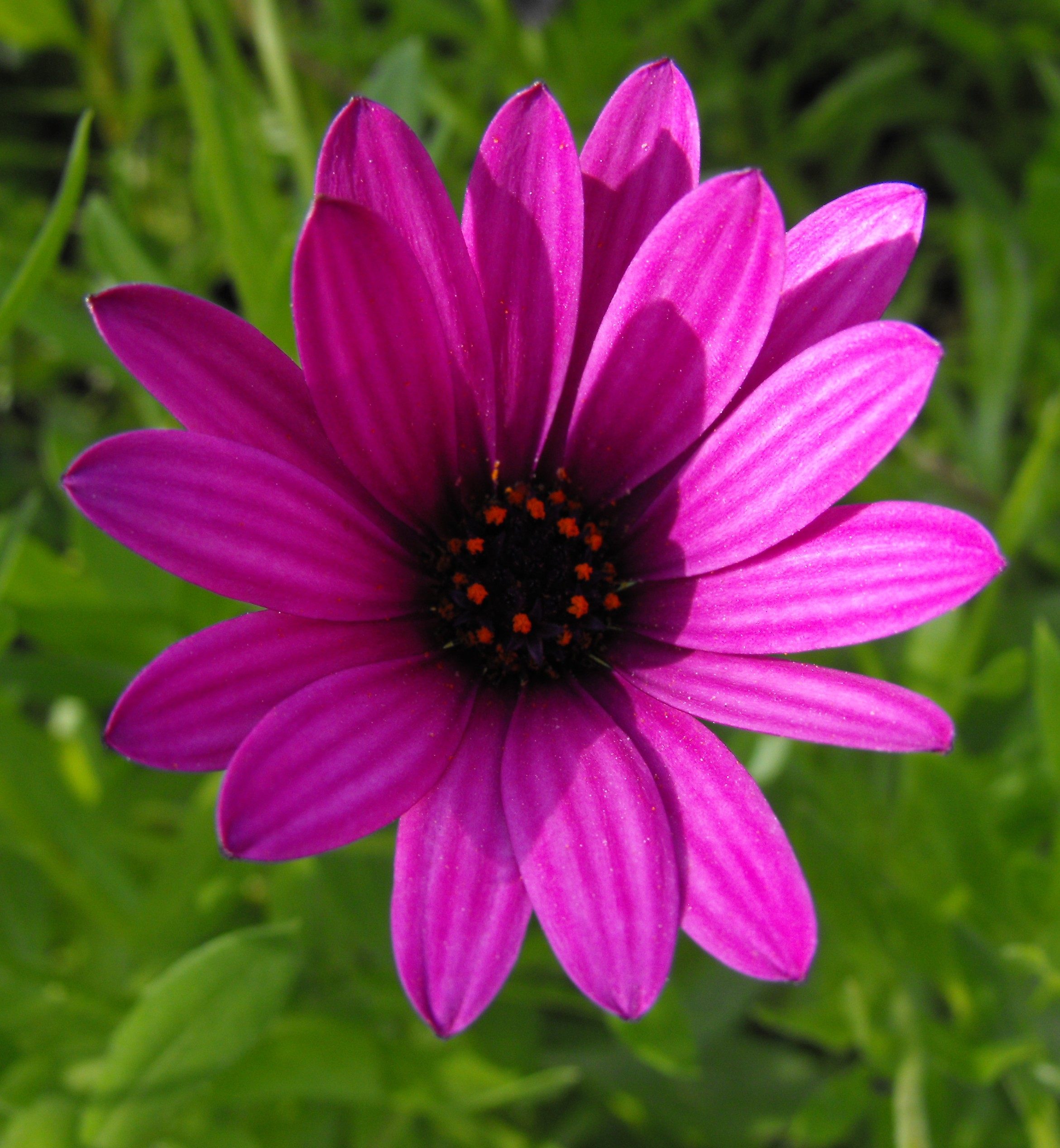
I fiori

Habitus. Dimorphotheca fruticosa ha un habitus subarbustivo poco pelosa. Inoltre è priva di lattice. Alcune piante possono essere spinescenti.
Radici. Le radici sono secondarie da rizoma.
Fusto. La parte aerea in genere è eretta o prostrata. La parte basale può essere leggermente legnosa. Sul terreno queste piante possono presentarsi estese.
Foglie. Le foglie in genere sono cauline disposte in modo alternato e sono picciolate. Il contorno della lamina è intero con forme da obovate. I margini sono minutamente dentati. La consistenza della foglia, un po' ispida, è carnosa.
Infiorescenza. Le sinflorescenze normalmente sono scapose (singoli capolini). Le infiorescenze vere e proprie sono formate da un grande capolino terminale peduncolato (i peduncoli sono nudi) di tipo radiato. Alla base dell'involucro (la struttura principale del capolino) può essere presente un calice formato da alcune brattee fogliacee. I capolini sono formati da un involucro, con forme da campanulate a emisferiche, composto da diverse brattee, al cui interno un ricettacolo fa da base ai fiori di due tipi: quelli esterni del raggio e quelli più interni del disco. Le brattee, glabre o pelose, con forme lanceolate, sono disposte in modo più o meno embricato su una-due serie e possono essere connate alla base;  talora possono avere un margine ialino. Il ricettacolo, a volte alveolato, è nudo (senza pagliette a protezione della base dei fiori); la forma varia da piatta a conica.
Fiori.  I fiori sono tetra-ciclici (formati cioè da 4 verticilli: calice – corolla – androceo – gineceo) e pentameri (calice e corolla formati da 5 elementi). Sono inoltre ermafroditi, più precisamente i fiori del raggio (quelli ligulati e zigomorfi) sono femminili (a volte sono sterili); mentre quelli del disco centrale (tubulosi e actinomorfi) sono sterili.
- Formula fiorale:

*/x K {\displaystyle \infty }, [C (5), A (5)], G 2 (infero), achenio
- Calice: i sepali del calice sono ridotti ad una coroncina di squame.
- Corolla: nella parte inferiore i petali della corolla sono saldati insieme e formano un tubo. In particolare le corolle dei fiori del disco centrale (tubulosi) terminano con delle fauci dilatate a raggiera con cinque lobi più o meno patenti. Nella corolla dei fiori periferici (ligulati) il tubo si trasforma in un prolungamento ligulato, terminante generalmente con tre denti. Il colore delle corolle è bianco, malva o porpora.
- Androceo: gli stami sono 5 con dei filamenti liberi. La parte basale del collare dei filamenti può essere dilatata. Le antere invece sono saldate fra di loro e formano un manicotto che circonda lo stilo. Le appendici apicali delle antere sono piatte con forme triangolari-ovate. Le teche (produttrici del polline) non sono calcarate (sono cioè prive di speroni), ma hanno le code (caudate). La struttura delle antere è di tipo tetrasporangiato, raramente sono bisporangiate. Il tessuto endoteciale è polarizzato. Il polline è di tipo echinato (con punte sporgenti) a forma sferica.
- Gineceo: l'ovario è infero uniloculare formato da 2 carpelli. Lo stilo (il recettore del polline) è corto e biforcato con due stigmi nella parte apicale. Gli stigmi hanno una forma variabile da subtroncata a ottusa; possono essere ricoperti da minute papille o avere dei penicilli apicali. Le superfici stigmatiche sono continue (e divise almeno alla base) o separate. Dei peli radicali formano un anello alla base dello stilo; la pubescenza può arrivare fin sotto gli stigmi.
- Antesi: da giugno ad ottobre.

Frutti. I frutti sono degli acheni senza pappo. Gli acheni hanno delle forme trigone con superficie liscia. Lunghezza degli acheni: 6 mm.

## Biologia
Impollinazione: l'impollinazione avviene tramite insetti (impollinazione entomogama tramite farfalle diurne e notturne).

Riproduzione: la fecondazione avviene fondamentalmente tramite l'impollinazione dei fiori (vedi sopra).

Dispersione: i semi (gli acheni) cadendo a terra sono successivamente dispersi soprattutto da insetti tipo formiche (disseminazione mirmecoria). In questo tipo di piante avviene anche un altro tipo di dispersione: zoocoria. Infatti gli uncini delle brattee dell'involucro (se presenti) si agganciano ai peli degli animali di passaggio disperdendo così anche su lunghe distanze i semi della pianta. Inoltre per merito del pappo il vento può trasportare i semi anche a distanza di alcuni chilometri (disseminazione anemocora).

## Distribuzione e habitat
La specie di questa voce è distribuita in Sudafrica. In particolare questa specie è originaria delle Province del Capo e del KwaZulu-Natal. L'habitat tipico sono le dune e le rocce costiere.

## Tassonomia
La famiglia di appartenenza di questa voce (Asteraceae o Compositae, nomen conservandum) probabilmente originaria del Sud America, è la più numerosa del mondo vegetale, comprende oltre 23.000 specie distribuite su 1.535 generi, oppure 22.750 specie e 1.530 generi secondo altre fonti (una delle checklist più aggiornata elenca fino a 1.679 generi). La famiglia attualmente (2021) è divisa in 16 sottofamiglie; la sottofamiglia Asteroideae è una di queste e rappresenta l'evoluzione più recente di tutta la famiglia.

### Filogenesi
Il genere della specie di questa voce è descritto nella tribù Calenduleae (una delle 21 tribù della sottofamiglia Asteroideae). Da un punto di vista filogenetico, la tribù Calenduleae fa parte del supergruppo (o sottofamiglia) "Asteroideae grade"; l'altro è il supergruppo "Non-Asteroideae" contenente il resto delle sottofamiglie delle Asteraceae. All'interno del supergruppo è vicina alle tribù Senecioneae, Gnaphalieae, Astereae e Anthemideae.
I caratteri distintivi del genere  Dimorphotheca  sono:
- i fiori del raggio sono femminili-sterili o neutri;
- i fiori del disco sono ermafroditi con acheni piatti;
- il colore dei fiori del raggio sono bianchi, rosa o porpora.

I caratteri distintivi per la specie  Dimorphotheca fruticosa sono:
- il portamento è subarbustivo da prostrato ad eretto.

### Sinonimi
Sono elencati alcuni sinonimi per questa entità:
- Calendula fruticosa L.
- Blaxium decumbens  Cass.
- Calendula diffusa  Salisb.
- Osteospermum fruticosum  (L.) Norl.
- Osteospermum riparium  O.Hoffm.

## Galleria d'immagini

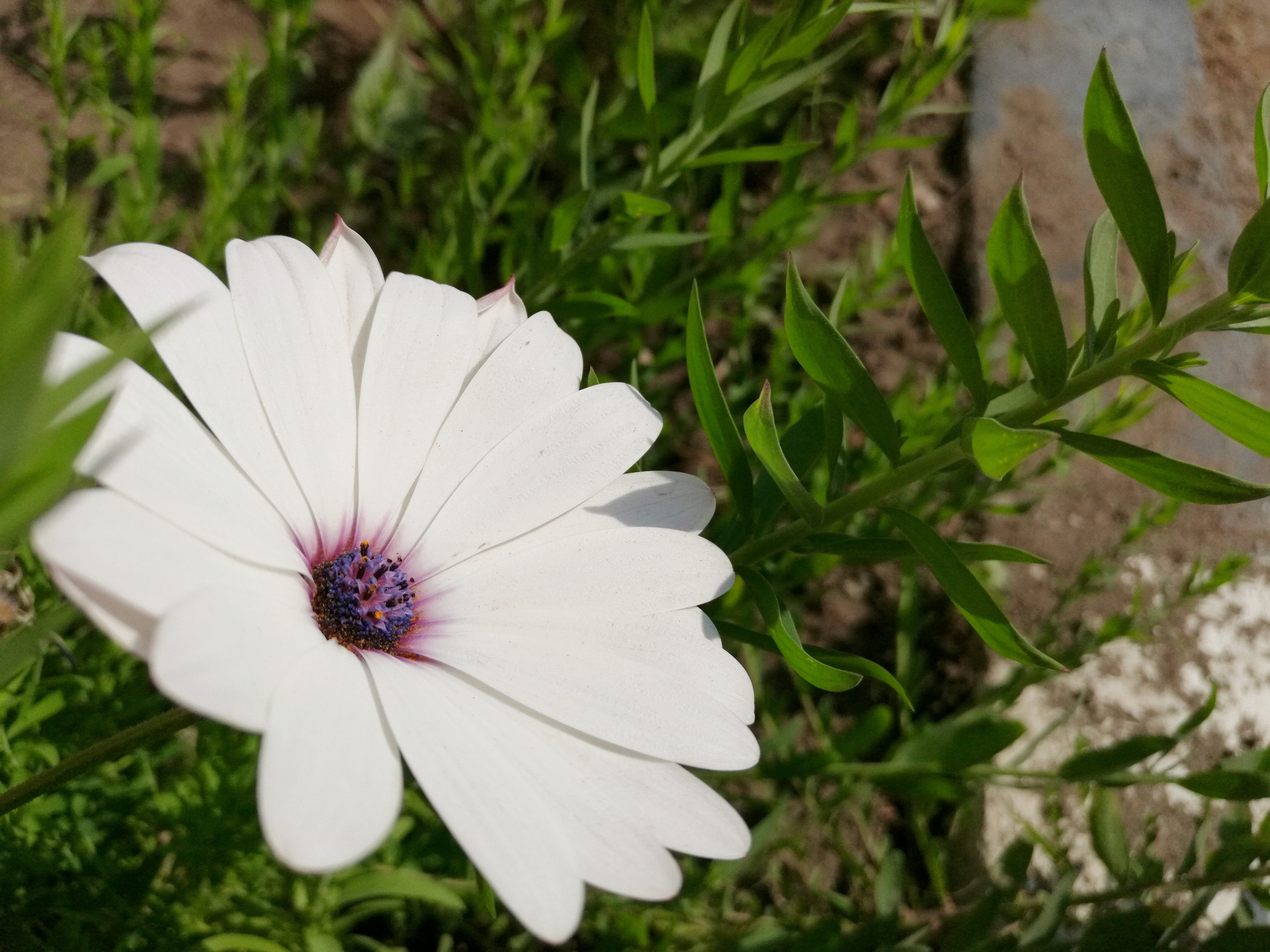
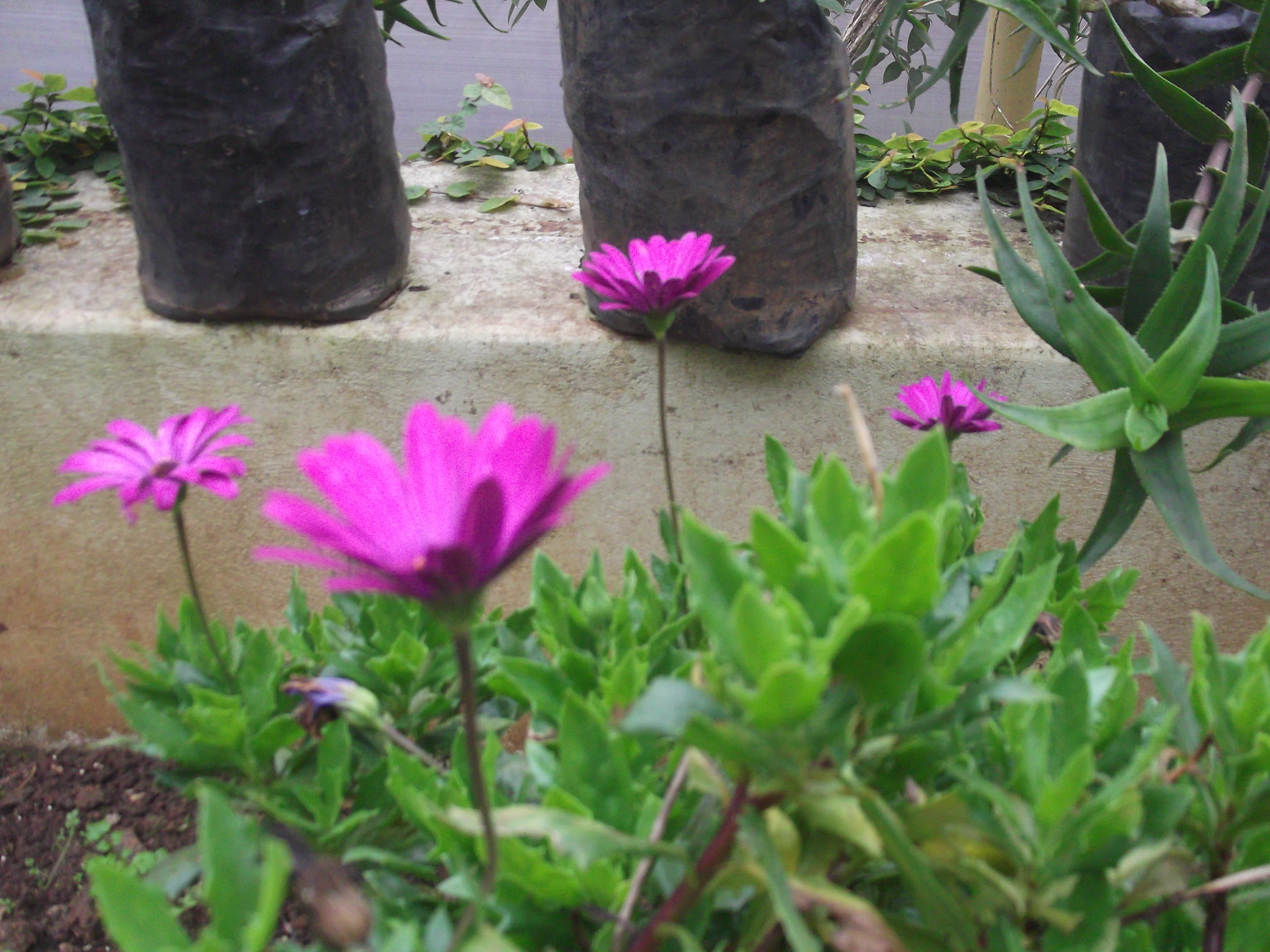
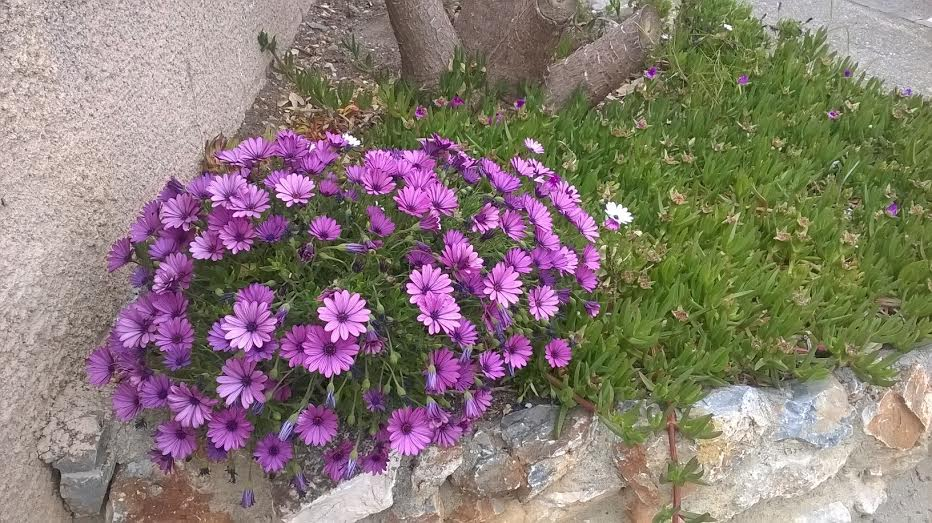